# Karl Brunner (chimico)
Karl Brunner (Linz, 1855 – Innsbruck, 1935) è stato un chimico austriaco.

## Biografia
Dal 1873 studiò all'Università di Innsbruck, dove in seguito conseguì il dottorato.
Insegnò per 33 anni (1902-1935) all'università di Innsbruck. La sua area di ricerca iniziale riguardava i fenoli.
Dobbiamo a lui ottime ricerche di chimica organica ed estese ulteriormente la sintesi del tiazolo sviluppata da Alfred Einhorn (pubblicata nel 1905).